# Colección de Documentos Inéditos para la Historia de España
Die Colección de Documentos Inéditos para la Historia de España („Sammlung von unveröffentlichten Dokumenten zur Geschichte Spaniens“;  Abk. CODOIN) ist eine Dokumentationsreihe, die aus 113 Bänden besteht, die zwischen 1842 und 1895 veröffentlicht wurden, plus 2 Indexbände mit dem Titel Catálogo de la Colección de documentos inéditos von Julian Paz, veröffentlicht 1930–31. Die Herausgabe des Projektes CODOIN wurde anfangs von Martín Fernández de Navarrete, Miquel Salvà und Pedro Sáinz de Baranda geleitet, später von den Marquesos de Pidal und de Miraflores, José Sancho Rayón, Francisco de Zabálburu und dem Marquès Fuensanta del Valle.
Die Sammlung enthält Dokumente, die im Allgemeinen aus dem 16. und 17. Jahrhundert stammen (wie die spanische Version der sogenannten Crònica de Miquel Parets oder die correspondència d'Hug de Montcada i de Lluís de Requesens i del seu germà Joan de Zúñiga amb la cort (Korrespondenz von Hug de Montcada und Lluís de Requesens und seines Bruders Joan de Zúñiga mit dem Hof)), transkribiert in moderne Rechtschreibung und ohne irgendwelche Kriterien ausgewählt, insbesondere die letzten Bände.
Der erste Band begann mit Dokumenten zu Hernán Cortés.

## Herausgeber (nach Bänden)
- 1–5 M. F. Navarrete, Miquel Salvà und Pedro Sáinz de Baranda.
- 6–22 Miquel Salvà und Pedro Sáinz de Baranda.
- 23 Miquel Salvà.
- 24–31 Marquès de Pidal und Miquel Salvà.
- 32–47 Marquès de Pidal, Marquès de Miraflores und Miquel Salvà.
- 48–56 Marquès de Miraflores und Miquel Salvà.
- 57–59 Miquel Salvà und Marquès de La Fuensanta del Valle.
- 60–67 Marquès de La Fuensanta del Valle und José Sancho Rayón.
- 68–102 Marquès de La Fuensanta del Valle, José Sancho Rayón und Francisco de Zabalburu.
- 103–112 Marquès de La Fuensanta del Valle.